# Миронов, Вячеслав Петрович
Вячеслав Петрович Миронов (17 июня 1938, Москва, СССР — 6 февраля 1994, Москва, Россия) — советский и российский военачальник, генерал-полковник (7 февраля 1991).

## Биография
Окончил среднюю школу в 1955 году. В 1959 году окончил четвёртый курс Московского высшего технического училища имени Н. Э. Баумана.
В 1959 году призван в Советскую Армию и зачислен в Военную артиллерийскую инженерную академию имени Ф. Э. Дзержинского. Окончил её в 1961 году. С 1961 году служил в Ракетных войсках стратегического назначения. С 1962 года — военный представитель при научно-исследовательском институте. С мая 1965 года проходил службу в аппарате заместителя министра обороны СССР по вооружению: офицер, с октября 1966 старший офицер, с 1975 начальник группы, с мая 1977 заместитель начальника отдела, с сентября 1978 начальник отдела.
С ноября 1981 года — заместитель начальника, а с сентября 1983 года — начальник 2-го управления Министерства обороны СССР. С февраля 1989 года — первый заместитель начальника вооружения Министерства обороны СССР. С ноября 1990 года — заместитель министра обороны СССР по вооружению. С августа 1992 года — начальник вооружения Вооружённых Сил Российской Федерации. Проявил незаурядные организаторские способности по обеспечению войск вооружением и военной техникой. Принимал непосредственное участие в создании и внедрении в войска новейших систем вооружения.
Жил в Москве. Скончался после тяжелой болезни. Похоронен на Троекуровском кладбище в Москве (уч. 3).

## Награды
- орден Октябрьской Революции
- орден Трудового Красного Знамени
- орден «Знак Почёта»
- медали
- Государственная премия СССР